# Richard-Gabriel Morris
Pour les articles homonymes, voir Morris.
Richard Gabriel Morris, né le 29 novembre 1837 à Paris et décédé le 18 février 1914 à Paris 1er, est un imprimeur et publicitaire français, promoteur avec son père, Richard James Placide Morris, des colonnes Morris.

## Biographie
Gabriel Morris est le fils de l'imprimeur parisien Richard James Placide Morris, décédé en 1884, qui avait fondé, à Paris, une imprimerie spécialisée dans la typographie et la lithographie en 1853. D'abord située au 46 puis au 64 rue Amelot, le local s'agrandit au fil des années, jusqu'à employer 135 personnes, travaillant sur 12 presses (1903). 
Gabriel entre dans la société de son père au début des années 1860, et la raison sociale devient alors « Typographie Morris Père et Fils ».

### Colonne-affiches
En 1868, ils proposent au baron Haussmann, d'équiper la ville de Paris de colonnes publicitaires dédiées à l'affichage des spectacles. Ce mobilier urbain, appelé originellement « colonne-affiches », s'inspire sans doute des Litfaßsäulen développées par Ernst Litfaß à Berlin dès 1854, puis à Vienne, etc. Le 1er août, une première concession, sous la forme d'une redevance annuelle fixée à 14 000 francs-or, est signée avec la ville de Paris : la charge de l'entretien des colonnes, de la fabrique et de la pose des affiches revient à Morris, qui, de son côté, facture les annonceurs. Cette concession est renouvelée jusqu'à la mort de Gabriel Morris en 1914. Par exemple, en 1898, le prix de la concession annuelle est porté à 80 000 francs-or, pour 225 colonnes, l'éclairage étant assuré par la ville.
Il est officier de l'Instruction publique, vice-président de la Société des sauveteurs de la Seine, et également compositeur à ses heures de musiques dansantes.

### Vie privée
Gabriel Morris épouse, le 9 janvier 1866, Berthe Dugué, la fille du dramaturge Ferdinand Dugué. Le couple aura trois filles, dont l'une épousera le peintre Ferdinand Gueldry. Sa tombe est située au cimetière du Père Lachaise (Division 15), à Paris.